# 有生性
有生性（英語：Animacy）是一種基於名詞所指稱對象的知覺度和是否有生命等而來的、與語義和語法相關的範疇。有生性對一個語言的語法可產生影響，諸如代詞選擇、格位標記、語序或哪些動詞可用於該名詞上等，皆為其可能性所在。
有些区分有生性的語言只簡單地將物劃為有生（animate，像人或動物等）和無生（inanimate，像樹、礦物和抽象概念等）兩類，其他一些有此分別的語言則對名詞的有生性有較為複雜的層級劃分。在有此類系統的語言中，一般而言，人稱代詞的有生層級最高，再來則依序（由高而低）是指稱人、動物、植物、自然力量（例如風）、實體物體和抽象事物的名詞等。不同的語言在有生層級上的劃分可能有所不同，但因目前對人類語言的紀錄尚不完全，因此無法對有生層級排序做一個完整的歸納。

## 範例
有生性的區別在諸如墨西哥的托托納克語和南德内语支諸語言（如西阿帕契語和納瓦荷語）等語言中，是相當重要的。此些語言的有生性是研究的一個重點。泰米爾語亦有基於有生性的語法性的區別。

### 原始印歐語
有鑑於印歐語系中陰性和陽性變化的相似性，因此有理論認為原始印歐語只有兩個性別，分別為有生類（animate）和無生類/中性（inanimate/neuter），其中有生類在之後的發展階段演化為陰性和陽性。有假設認為無生類/中性名詞的眾數結尾同於集合名詞單數結尾，而一些在單數帶有集合名詞結尾的名詞則在之後演變為陰性名詞。這現象的蹤跡可見於古希臘語，古希臘語的動詞單數結尾用於中性眾數名詞之上；此外，在拉丁語等許多印歐語系語言中，許多中性名詞的眾數主格、賓格與呼格結尾與陰性名詞的單數主格結尾是相若的。

### 納瓦荷語
如同許多其他德内语支的語言一般，南德内语支的語言在有生性方面有許多的層級，在這些語言中，相當數量的名詞其對應的動詞形式需根據名詞的有生性而做不同的變化。像例如在納瓦荷語中，名詞有生層級可歸納如下（Young & Morgan 1987: 65-66）：
人類 > 嬰兒/大型動物 > 中型動物 > 小型動物 > 自然力量 > 抽象事物
一般而言，有生層級最高的名詞需置於句子的第一個位置，而有生層級較低的則置於第二個位置，若兩個名詞處於相同的有生層級，則兩個名詞皆可置於第一個位置。故下面第(1)句和第(2)句都是正確的。此外yi-這個前綴表明第一個名詞是主詞，而bi-則表明第二個名詞是主詞。
| (1) | Ashkii       | atééd | yiníłį́ |
|     | 男孩         | 女孩  | yi-看  |
|     | 男孩看著女孩 |       |        |

| (2) | Atééd          | ashkii | biníłį́ |
|     | 女孩           | 男孩   | bi-看  |
|     | 女孩被男孩看著 |        |        |

但對多數的納瓦荷語使用者而言，句子(3)是錯的，因為在此句中，有生層級較低的名詞置於有生層級較高的名詞之前：
| (3) | *Tsídii       | atééd | yishtąsh |
|     | 鳥            | 女孩  | yi-啄    |
|     | *小鳥啄了女孩 |       |          |

若要（語法正確地）表達「小鳥啄了女孩」的這事，有生層級較高的名詞需前置，如(4)句所示一般：
| (4) | Atééd            | tsídi | bishtąsh |
|     | 女孩             | 鳥    | bi-啄    |
|     | 女孩被小鳥給啄了 |       |          |

### 日語
儘管日語的名詞一般沒有有生性的標明。但它有兩個存在/領屬動詞，其中一個用於有生名詞（常用於人或動物等），而另一個用於無生名詞（常用於植物或非生物等），「いる（有時寫作「居る」）」用於有生名詞；而「ある（表「存在」之意時，有時寫作「在る」；表「擁有」之意時，有時寫作「有る」）」則用於表存在或被擁有的無生名詞等。
在此例中，意為「黑貓」有生名詞，以主詞標記が標明，但沒有方位標記和話題標記，這表明了句中指稱的對象是不特定的，只是單純地存在。
| (1) | Kuroneko     | ga       | iru. |
|     | 黒猫         | が       | いる |
|     | 黑貓         | 主語標明 | 存在 |
|     | （那）有黑貓 |          |      |

第二個例子中的句子有一個話題「我」，在此例中，其話題由質詞は標明，而有生主詞則依舊以主詞標記標明，且無方位標記。這表明了話題指稱的人事物擁有或持著（主語）所指稱的名詞。
| (2) | Watashi    | wa       | kuroneko | ga       | iru. |
|     | 私         | は       | 黒猫     | が       | いる |
|     | 我         | 話題標明 | 黑貓     | 主語標明 | 存在 |
|     | 我有隻黑貓 |          |          |          |      |

在第三例中，名詞以話題（並同時預設地做為動詞的主詞）標明；而指稱方位的詞，在此例中為一張椅子，則以質詞に標明。這表明了名詞是所指者為某特定的、在某特定地點的對象。
| (3) | Kuroneko     | wa       | isu no ue | ni       | iru. |
|     | 黒猫         | は       | 椅子の上  | に       | いる |
|     | 黑貓         | 話題標明 | 椅子上    | 方位標明 | 存在 |
|     | 黑貓在椅子上 |          |           |          |      |

若名詞為石頭等表無生物的名詞，而非黑貓等表有生物的名詞的話，いる會被ある（表領屬之意時記作「有る」；表存在或方位之意時記作「在る」）所取代。
| (1) | Ishi   | ga       | aru. |
|     | 石     | が       | ある |
|     | 石頭   | 主語標明 | 存在 |
|     | 有石頭 |          |      |

| (2) | Watashi    | wa       | ishi | ga       | aru. |
|     | 私         | は       | 石   | が       | ある |
|     | 我         | 話題標明 | 石頭 | 主語標明 | 存在 |
|     | 我有顆石頭 |          |      |          |      |

| (3) | Ishi         | wa       | isu no ue | ni       | aru. |
|     | 石           | は       | 椅子の上  | に       | ある |
|     | 石頭         | 話題標明 | 椅子上    | 方位標明 | 存在 |
|     | 石頭在椅子上 |          |           |          |      |

在有生性有些模糊的例子中，該名詞為有生名詞或無生名詞，取決於說話者的判定，像表機器人之意的詞，兩種存在動詞皆可使用，其中用於有生名詞的動詞可用以強調其感知能力與人的相似；用於無生名詞的動詞則可用於強調其非一活物。
| (1) | Robotto                              | ga       | iru. |
|     | ロボット                             | が       | いる |
|     | 機器人                               | 主語標明 | 存在 |
|     | 有機器人（用以強調機器人似人的行為） |          |      |

| (2) | Robotto                          | ga       | aru. |
|     | ロボット                         | が       | ある |
|     | 機器人                           | 主語標明 | 存在 |
|     | 有機器人（用以強調機器人非活物） |          |      |

除此之外，日語在其他的一些方面亦存在著有生性的區別，一般有生名詞在日語語法上稱為「有情物」；無生名詞在日語語法上稱為「非情物」。

### 俄語
在俄語中，陽性單數名詞或陽性、陰性或中性複數動物名詞的賓格（第4格）同於屬格（第2格）；而同性與數的非動物名詞，其賓格則同於主格（第1格）。
下例中，動物名詞（意即「（一個）兄弟」）處於主格（第1格）；非動物名詞（意即「起重器」）則處於賓格（第4格）：
| (1) |          |            |        |
|     | Brat     | podnimayet | kran   |
|     | 一個兄弟 | 抬起       | 起重器 |

做為對比，在下例中處於賓格（第4格）；而處於主格（第1格）：
| (2) |            |            |          |
|     | Kran       | podnimayet | brata    |
|     | 一臺起重器 | 抬起       | 一個兄弟 |

此現象亦適用於形容詞連繫名詞的一致性。同樣的現象亦見於多數的斯拉夫語族語言中。

### 僧伽罗语
僧伽罗语的口語中有兩個表存在─領屬之意動詞，其中හිටිනවා hiţinawā / ඉන්නවා innawā　只用於表人或動物等的有生名詞之上；而තියෙනවා tiyenawā 則用於非活物、植物和事物等無生名詞之上。
以下為其範例：
| (1) | minihā       | innawā |
|     | මිනිහා          | ඉන්නවා   |
|     | 男人         | 那裡有 |
|     | 那裡有個男人 |        |

| (2) | watura   | tiyenawā |
|     | වතුර      | තියෙනවා     |
|     | 水       | 那裡有   |
|     | 那裡有水 |          |

### 西班牙語

#### 名詞
在西班牙語中，意即「在」或「到」的介詞a亦可用於標明用作直接受詞的實體有生名詞：
| Veo esa catedral. | 我可以看見那座教堂 | （直接受詞為無生名詞） |
| Veo a esa persona | 我可以看見那人     | （直接受詞為有生名詞） |
| Vengo a España.   | 我來到西班牙       | （a用於其一般的用途）  |

此用法是相當標準的用法，且在西班牙語使用區中隨處可見。

#### 代詞
西班牙語的主詞人稱代詞通常可省略，但當人稱代詞不省略時，它們只用以標明人或擬人化的動物與其他事物。西班牙沒有指稱無生名詞的主詞人稱代詞。
西班牙語的直接受詞人稱代詞不區別有生性，且只有第三人稱有性別的劃分。因此第三人稱陰性單數代詞la可用以指女人、動物（例如mariposa，意即「蝴蝶」）或事物（例如casa，意即「房子」），只要這些名詞的語法性為陰性即可。
在人稱代詞中，有一個趨勢是，當所指涉者為有生物時，會使用le而非lo/la來指代。在以下三種狀況下，這趨勢會更加明顯：
1. 當人稱代詞用作特殊的二人稱敬稱代詞時
2. 當所指涉者為雄性
3. 與某些動詞連用時
4. 當動詞的主詞為無生物時。

此用法因地區不同而會有一定的差異。

## 有生性與構詞

### 部份作格性
有生性亦可是具有部份作格性的語言作格性/賓格性變換的條件，在這樣的語言中，有生性較高的事物較有可能扮演動詞中施事者的角色，也因此較傾向以主─賓格的模式來標明其格變化，也就是無標（unmarked）的形式用於施事者，而附標的形式用於受事者和補語中。
同樣地，有生性較低的事物較有可能扮演受事者的角色，也因此較傾向以作─通格的模式來標明其格變化，也就是無標（unmarked）的形式用於受事者，而附標的形式用於施事者中。
有生性的層級，通常會按以下模式由高而低地排列，但並非所有語言都如此：
| 第一人稱代詞 | > | 第二人稱代詞 | > | 第三人稱代詞 | > | 專有名詞 | > | 人類 | > | 非人 | > | 無生物 |
| 第一人稱代詞 | > | 第二人稱代詞 | > | 第三人稱代詞 | > | 專有名詞 | > | 人類 | > | 生物 | > | 無生物 |

由主─賓格模式轉為作─通格模式的點，因語言而益，且在許多狀況下，兩種模式的使用範圍是重疊的，也就是有些在此層級中間點的類別可同時使用主─賓格模式或作─通格模式。

### 正動─反動配列
在正動-反動語言（direct–inverse language）中，帶有及物動詞的句子可以正動結構或反動結構表示。其中正動結構用於及物動詞主詞的有生性或顯著性（salience）高於受詞的時候；而反動結構用於及物動詞受詞在這些方面的性質高於主詞之時。